# Lukáš Budínský
Lukáš Budínský (Praga, 27 marzo 1992) è un calciatore ceco, difensore del Prostějov.

## Carriera

### Club
Nel 2010 è stato acquistato dal Bohemians 1905, firmando un contratto con scadenza nel 2013.